# Pataš
Pataš est un village de Slovaquie situé dans la région de Trnava.

## Histoire
Première mention écrite du village en 1270.

## Démographie

### Évolution de la population
| Année:               | 1994. | 2004.   | 2014.   | 2024.   |
| -------------------- | ----- | ------- | ------- | ------- |
| Nombre de personnes: | 773   | 812     | 798     | 833     |
| Différence:          |       | +5,04 % | -1,72 % | +4,38 % |

| Année:               | 2023. | 2024.   |
| -------------------- | ----- | ------- |
| Nombre de personnes: | 814   | 833     |
| Différence:          |       | +2,33 % |